# Маисана
Маисана (итал. Maissana) је насеље у Италији у округу Ла Специја, региону Лигурија.
Према процени из 2011. у насељу је живело 45 становника. Насеље се налази на надморској висини од 556 м.

## Становништво
Према резултатима пописа становништва 2011. у општини је живело 659 становника.
| 1936. | 1951. | 1961. | 1971. | 1981. | 1991. | 2001. | 2011. |
| ----- | ----- | ----- | ----- | ----- | ----- | ----- | ----- |
| 1.897 | 1.668 | 1.295 | 992   | 790   | 724   | 669   | 659   |